# ワールド・オン・ファイアー (アルバム)
『ワールド・オン・ファイアー』（World on Fire）は、スラッシュ・フィーチャリング・マイルス・ケネディ・アンド・ザ・コンスピレーターズ（Slash Featuring Myles Kennedy & The Conspirators）のセカンド・アルバム。

## 概要
ガンズ・アンド・ローゼズの元ギタリスト・スラッシュがソロ活動として、2012年にリリースした前作『アポカリプティック・ラヴ』（Apocalyptic Love）以来2年ぶりとなるスタジオアルバム。

## 収録曲
1. ワールド・オン・ファイアー / "World on Fire" - 4:31
2. シャドウ・ライフ / "Shadow Life" - 4:00
3. オートマティック・オーヴァードライヴ / "Automatic Overdrive" - 3:35
4. ウィキッド・ストーン / "Wicked Stone" - 5:27
5. 30イヤーズ・トゥ・ライフ / "30 Years to Life" - 5:08
6. ベント・トゥ・フライ / "Bent to Fly" - 4:56
7. ストーン・ブラインド / "Stone Blind" - 3:49
8. トゥー・ファー・ゴーン / "Too Far Gone" - 4:07
9. ビニース・ザ・サヴェージ・サン / "Beneath the Savage Sun" - 5:48
10. ウィザード・デライラ / "Withered Delilah" - 3:10
11. バトルグラウンド / "Battleground" - 6:59
12. ダーティー・ガール / "Dirty Girl" - 4:14
13. アイリス・オブ・ザ・ストーム / "Iris of the Storm" - 4:00
14. アヴァロン / "Avalon" - 3:00
15. ザ・ディシデント / "The Dissident" - 4:26
16. サファリ・イン / "Safari Inn" - 3:26
17. ジ・アンホーリー / "The Unholy" - 6:48

## 参加ミュージシャン
- スラッシュ：リードギター・リズムギター
- マイルス・ケネディ：ボーカル
- トッド・カーンズ：ベース・コーラス
- ブレント・フィッツ：ドラム・パーカッション・キーボード